# Ligne 2 du Tramway de Bruxelles (1970-1988)
La Ligne 2 du Tramway de Bruxelles est une ancienne ligne de tramway de cette même ville.

## Histoire
Elle est mise en service en 1970 entre la place Madou et la Gare du Midi en empruntant le prémétro de la petite ceinture. En 1974, à la suite de la prolongation du prémétro, la ligne s'étend jusque Rogier. En 1988, la ligne est supprimée et remplacée par une ligne de métro, sous le même numéro, car la petite ceinture est convertie en métro lourd.

## Desserte
La ligne commence dans une boucle avant le prémétro à Rogier. Ensuite, elle emprunte directement le prémétro de la petite ceinture entre Rogier et Louise. Après sa sortie du prémétro, elle croise les lignes 92, 93, 94, après elle continue vers les stations Hôtel des Monnaies, Porte de Hal. Ainsi, elle arrive à la Gare du Midi en rencontrant les lignes 90, 23, 18. Et la ligne se termine ici.